# 李徳嬪
徳嬪李氏（とくひん りし、1567年12月19日（隆慶元年11月19日） - 1628年9月15日（崇禎元年8月18日））は、明の万暦帝の嬪。

## 経歴
河南開封府の庶民であった李世亮と雷氏の娘として、1567年12月19日（隆慶元年11月19日）子時に生まれた。万暦10年（1582年）3月、選抜されて「徳嬪」となった。父の李世亮は正五品錦衣衛千戸に任じられた。
1584年（万暦12年）に朱軒姞（仙居公主）を、1593年（万暦21年）に朱軒姫（泰順公主）を、1598年（万暦26年）に朱軒嬁（香山公主）を生んだ。この公主たちは皆早世した。同じく嬪であった安嬪王氏はほぼ同時期に公主を生んだ功績により妃に晋封されたが、李徳嬪は位をそのままとされた。
1628年9月15日（崇禎元年8月18日）、死去した。享年62。金山に葬られた。

## 伝記資料
- 『大明神廟徳嬪李氏墓志』、北京市海淀区青龍橋董四墓に
- 『崇禎長編』巻12